# Hamry (Pardubice)
Hamry é uma comuna checa localizada na região de Pardubice, distrito de Chrudim.